# 自動車部品工業
自動車部品工業株式会社（じどうしゃぶひんこうぎょう、英: Jidosha Buhin Kogyo Co., Ltd.）は、かつて存在した神奈川県海老名市に本社を置く産業用ディーゼルエンジン及び各種車両用機能部品の製造､開発設計･実験を行う企業である。近年は、幅広い自動車関連メーカーへの供給実績を重ねている。
2013年、同じくいすゞ自動車と関係の深いアイメタルテクノロジー・TDFと経営統合し、共同持株会社・IJTテクノロジーホールディングスの完全子会社となった。
2019年4月1日、完全親会社のIJTテクノロジーホールディングス（株式会社IJTTに商号変更）に吸収合併され消滅。

## 沿革
- 1938年（昭和13年）
  - 8月 - いすゞ自動車が資本金500万円で自動車部品製造株式会社設立。
  - 11月 - 神奈川県横浜市鶴見区にて操業開始。
- 1951年（昭和26年）10月 - いすゞ自動車の6輪駆動車の部品生産開始。
- 1959年（昭和34年）7月 - 大型車のリアアクスル、ミッションケースの加工、組立開始。
- 1961年（昭和36年）10月 - 東京証券取引所へ株式上場。
- 1963年（昭和38年）5月 - エンジンの改装開始。
- 1964年（昭和29年）11月 - 神奈川県海老名市に海老名工場を竣工。
- 1967年（昭和42年）4月 - 米国トラテック社と技術提携。
- 1972年（昭和47年）9月 - 海老名工場内にエンジン工場竣工。2・3気筒エンジン生産開始。
- 1975年（昭和50年）7月 - 建機用アクスル生産開始。
- 1982年（昭和57年）
  - 5月 - 自動車用ボルト・エンジン部品専門メーカーである自動車ねぢ工業株式会社と合併。
  - 7月 - 商号を自動車部品工業株式会社に変更
- 1983年（昭和59年）3月 - 福利厚生施設の運営を目的として、株式会社ジェイ・ビー・ケー・サービスを設立。
- 1984年（昭和59年）
  - 6月 - 本社・鶴見工場を海老名工場へ移転・統合。
  - 7月 - 大倉山工場を真岡工場へ移転・統合。
- 1990年（平成2年）5月 - タイ国に合弁会社タイジブヒンを設立。
- 1996年（平成8年）8月 - インドネシアに合弁会社ジブヒンインドネシア（現・ジドウシャブヒンインドネシア）を設立。
- 2003年（平成15年）
  - 2月 - 産業用エンジン生産累計150万機達成。
  - 10月 - 日野自動車向け大型プロペラシャフト量産開始。
  - 11月 - 自部品タイランドにて当社初の乗用車向けプロペラシャフト量産開始。
- 2005年（平成17年）6月 - 新産業用エンジン「4HK1」量産1号機完成。
- 2007年（平成19年）3月 - JMスチール株式会社を設立。
- 2013年（平成25年）
  - 9月 - 東京証券取引所上場廃止
  - 10月 - 株式会社アイメタルテクノロジー・TDF株式会社と共同株式移転により持株会社IJTテクノロジーホールディングス株式会社を設立。同社の完全子会社となる。
- 2019年（平成31年）4月 - IJTテクノロジーホールディングスに吸収合併され消滅[1]。

## 事業所所在地
- 本社・海老名工場 - 神奈川県海老名市上郷
- 真岡工場 - 栃木県真岡市松山町

## 子会社・関連会社
- 株式会社ジェイ・ビー・ケー・サービス
- タイジブヒン
- ジドウシャブヒンインドネシア
- JMスチール株式会社